# Rocío Delgado Gómez
Rocío Carla Delgado Gómez (Huesca, 21 de julio de 1977) es una deportista española que compite en esquí acrobático, especialista en la prueba de campo a través. Participó en los Juegos Olímpicos de Vancouver 2010, ocupando el 31.º lugar en el campo a través.